# Франческо
Франческо (на италиански: Francesco) е италианско лично мъжко име, от Franciscus.

## Произход и значение
Франческо е италианско мъжко име от средновековен произход. Името се тълкува като: „свободен човек“ или „французин“. Окончанието на името -sco изразява страната на произход на средновековен италиански, например: от земите на франките или от Франция. Женският еквивалент е Франческа с умалителна форма Франка (Franca). Кратка форма на името е Фран. Друга форма, използвана в италианския език, е Франко.
В случай на исторически личности името Франческо обикновено се предава на български като Франциск като в случая на най-известния носител на името Франческо д'Асизи → Франциск от Асизи.

## Други форми
В други езици името се среща с модификации:
- на английски: Франсис (Francis), Фран (Fran), Франк (Frank), Франки (Frankie), Франи (Franny)
- на френски: Франсоа (François), Франсиск (Francisque), Франсиз (Francis)
- на испански: Франсиско (Francisco), Куро (Curro), Фран (Fran), Кико (Kiko), Пако (Paco), Панчо (Pancho), Пакито (Paquito)
- на португалски: Франсиско (Francisco), Чико (Chico)
- на унгарски: Ференц (Ferenc), Фери (Feri), Ферко (Ferkó)
- на полски: Франчишек (Franciszek)
- на словенски: Франц (Franc), Франце (France), Франчишек (Frančišek), Фран (Fran), Франци (Franci)
- на чешки и словашки: Франтишек (František)
- на сръбски: Франьо (Franjo)
- на хърватски: Фране (Frane), Франьо (Franjo), Франо (Frano), Фран (Fran), Франко (Franko)
- на нидерландски: Франс (Frans), Францискус (Franciscus)
- на фински: Франс (Frans), Рансу (Ransu)
- на шведски, норвежки и датски: Франс (Frans)
- на ирландски: Принсиъс (Proinsias)
- на литовски: Пранчишкус (Pranciškus)

## Личности
- Франческо Дандоло (1258 – 1339), 52-ри дож на Република Венеция (1329 – 1339)
- Франческо ди Сеня (14 век) – италиански художник от Сиенската школа
- Франческо Петрарка (1304 – 1374), италиански учен, дипломат, поет и ранен хуманист, наред с Данте Алигиери смятан за един от основоположниците на Ренесанса
- Франческо I да Карара (1325 – 1393), господар на Падуа (1350 – 1388)
- Франческо I Гатилузио (ок. 1326 – 1384), генуезки пират и наемник, владетел на остров Лесбос и родоначалник на династията Гатилузио/ Гатилузи
- Франческо II да Карара Новело (1359 – 1406), господар на Падуа (1388 – 1389 и 1390 – 1405)
- Франческо II Гатилузио, роден Якопо или Джакомо Гатилузио (ок. 1365 или 1370 – 1404), господар на о-в Лесбос от 1384 г. до смъртта си
- Франческо I Гондзага (1366 – 1407), от 1382 г. 4-ти капитан на народа на Мантуа и кондотиер
- Франческо Фоскари (1373 – 1457), 65-и венециански дож от 1423 до 1457 г.
- Франческо III да Карара (1377 – 1406), италиански кондотиер, господар на Падуа
- Франческо Бусоне да Карманьола (ок. 1385 – 1432), италиански кондотиер
- Франческо Скуарчоне (ок. 1397 – ок. 1468), италиански рененсансов художник от Падуа
- Франческо I Сфорца (1401 – 1466), 4-ти херцог на Милано (25 март 1450 до смъртта си през 1466 г.), родоначалник на фамилията Сфорца
- Франческо Сасети (1421 – 1490), италиански банкер и меценат, произхождащ от фамилията Сасети от Флоренция
- Франческо II Ачайоли (1430 – 1460), по прякор Франко, последен херцог на Атина (1454 - 1456 г.)
- Франческо Колона (1433 – 1527), италиански доминиканец
- Франческо ди Джорджо (1439-1501), италиански архитект, инженер и художник, представител е на Сиенската школа.
- Франческо Гондзага (ок. 1444 – 1483), от 1464 г. кардинал на католическата църква и от 1466 г. епископ по времето на папите Пий II, Павел II и Сикст IV
- Франческо Ботичини (1446 – 1498), италиански художник
- Франческо Франча, роден Франческо Райболини, нар. Ил Франча (1447 – 1517), италиански художник, златар и изработчик на медальони в епохата на Ренесанса, основател е на Болонската школа по живопис
- Франческо „Франческето“ Чибо (ок. 1449/1450– 1519), граф на Латеранския дворец (1490), на Ферентило (1517), синьор на Ангуилара и Черветери (1490), Римски барон (1515), патриций на Флоренция, Неапол и Пиза (1488), на Витербо (1516), губернатор на Рим (1487), генерал губернатор на папската армия (1487), губернатор на Сполето (1513)
- Франческо ди Бартоломео дел Джокондо (1460 – 1539), богат флорентински търговец на коприна и политик, за чиято съпруга се предполага, че е била модел за Джокондата на Леонардо да Винчи
- Франческо II Гондзага или Джанфранческо II Гондзага (1466 – 1519), от 1484 г. 4-ти маркграф на Мантуа
- Франческо Мороне (1470/1472 – 1529), италиански художник
- Франческо Вениер (1489 – 1556), 81–ви венециански дож от 1554 г. до смъртта си
- Франческо Донато (1568 – 1553), 79–ти венециански дож от 1545 г. до смъртта си
- Зуан Франческо Вениер (? –1518), херцог на гръцкия остров Китира, подвластен на Венецианската република
- Франческо Мария I дела Ровере (1490 – 1538), от 1508 до 1516 и от 1521 до 1538 г. първият херцог на Урбино от рода Дела Ровере
- Франческо Мария Сфорца, нар. ил Дукето („Малкият херцог“) (1491 – 1512), е граф на Павия (1491–1499), граф на Бари (1494-1512) и абат на Мармутие (1505 –1512)
- Франческо II Сфорца (1495 – 1535), последен суверенен херцог на Милано (1521–1535) в историята
- Франческо Канова да Милано (1497–1543), италиански лютеист и композитор
- Франческо Пармиджанино (1503 – 1540), италиански художник и гравьор, един от най-известните представители на маниеризма
- Франческо Салвиати или Франческо Роси (1510 – 1563), италиански художник през Маниеризма, работил преди всичко в Рим, Флоренция, Болоня и Венеция
- Франческо Борджия (1510 – 1572), херцог на Гандия и вицекрал на Каталония, светец
- Франческо д’Есте (1516 – 1578), княз на Маса
- Франческо Фердинандо д'Авалос (1530 – 1571), губернатор на Херцогство Милано (1560 – 1563) и вицекрал на Сицилия (1568 – 1571)
- Франческо III Гондзага (1533 – 1550) от 1540 г. херцог на Мантуа и като Франческо I маркграф на Монферат
- Франческо Гондзага (1538 – 1566), от 1561 г. кардинал на Римокатолическата църква в Италия, от 1562 г. архиепископ на Козенца и от 1565 г. епископ на Мантуа
- Франческо I Медичи (1549 – 1587), велик херцог на Тоскана (1574 – 1587)
- Франческо Мария II дела Ровере (1549 – 1631), последният херцог на Урбино (1574 – 1631) от фамилията Дела Ровере
- Франческо Контарини (1566 – 1624), 95–ти венециански дож от 1623 до смъртта си
- Франческо Ерицо (1566 – 1646), 98–ми венециански дож от 1631 г. до смъртта си
- Франческо да Молин (1575 – 1655), 99–ти венециански дож от 1646 г. до смъртта си
- Франческо Албани (1578 – 1660), италиански художник, представител на Болонската художествена школа
- Франческо Пиколомини (1582 – 1651), генерал на Йезуитския орден от 1649 до 1651 г.
- Франческо Корнер (1585 – 1656), 101–ви венециански дож от 1656 до смъртта си
- Франческо IV Гондзага (1586 – 1612), е през 1612 г. херцог на Мантуа и херцог на Монферат
- Франческо ди Фердинандо Медичи (1594 – 1614), принц от Велико херцогство Тоскана и 4-ти княз на Капестрано, барон на Карапеле, сеньор на Кастел дел Монте, Офена и Буси, военен
- Франческо Барберини-старши (1597 – 1679), италиански кардинал
- Франческо Боромини (1599–1667), швейцарски скулптор и архитект
- Франческо Кавали (1602 – 1676), италиански композитор от музикалния период на Ранния барок
- Франческо Гондзага-Невер (1606 – 1622), наследствен херцог на Херцогство Ретел като Франсоа III Ретел
- Франческо I д’Есте (1610 – 1658), херцог на Модена и Реджо (1629 – 1658)
- Франческо Медичи (1614 – 1634), принц от Тоскана и военен
- Франческо (Франьо) Соймирович (Свимирович) (1614 – 1673), български католически духовник
- Франческо Мария Грималди (1618–1663), италиански математик и физик
- Франческо Морозини (1618 – 1694), 108–ми венециански дож от 1688 г. до смъртта си
- Франческо Мария Фарнезе (1619 – 1647), от 1644 г. италиански кардинал, от 1646 до 1647 г. регент на Херцогство Парма и Пиаченца за племенника му Ранучо II Фарнезе
- Франческо Реди (1626 – 1697), италиански лекар, натуралист и поет
- Франческо Марканич (? – 1660-те), чипровски княз, златар
- Франческо Джачинто Савойски (1632 –1638), маркграф на Салуцо, 13-и херцог на Савоя, принц на Пиемонт и граф на Аоста, Мориен и Ница през 1637 – 1638 г., титулярен крал на Йерусалим, Кипър и Армения (от 1637 г.)
- Франческо Солимена, нар. още Игуменът Чичо (1657 – 1747), италиански художник и архитект
- Франческо Мария Медичи (1660 – 1711), италиански кардинал и меценат
- Франческо II д’Есте (1660 – 1694), херцог на Модена и Реджо (1662 – 1694)
- Франческо Фарнезе (1678 – 1727), херцог на Парма и Пиаченца (1694 – 1727)
- Франческо Гаспарини (1668 – 1727), италиански бароков композитор и педагог
- Франческо де Мура (1696 – 1782), италиански художник, представител на Неаполитанската школа по живопис
- Бартоломео Франческо Растрели (1697 – 1771), руски архитект, италиански граф, академик по архитектура в Императорската художествена академия, създател е на елисаветинския барок
- Франческо III д’Есте (1698 – 1780), херцог на Модена и Реджо (1737 – 1780), фелдмаршал (1 септември 1755)
- Франческо Мария Ферери (1740 – 1813), 1-ви никополски епископ от Ордена на отците пасионисти
- Франческо Бианки (1752 – 1810), италиански диригент и композитор, написал около 90 опери, които се отличават с приятен и мелодичен стил
- Франческо Айец (1791–1882), италиански художник
- Франческо Доменико Рейнауди (1808 – 1893), католически архиепископ и депутат по право в Областното събрание на Източна Румелия
- Франческо Чилеа (също Силеа) (1866 – 1950), италиански композитор, известен най-вече с оперите си „Арлезианката“ и „Адриана Лекуврьор“
- Франческо Галони (1890 – 1976), италиански католически духовник, ватикански дипломат и бивш нунций в България през периода 1945 – 1949 г.
- Франческо Рози (1922–2015), италиански режисьор
- Франческо Корао (1922 – 1994), италиански лекар и психоаналитик
- Франческо Косига (1928 – 2010), италиански политик от партията Християнска демокрация
- Франческо Ричи Бити (р. 1940), италиански спортен функционер, президент на Международната тенис федерация и член на МОК
- Франческо Грациани (р. 1952), италиански футболист, нападател
- Франческо Наполи (р. 1958), италиански певец, пианист и китарист
- Франческо Фиорети (р. 1962), италиански писател на произведения в жанра исторически трилър
- Еузебио Ди Франческо (р. 1969), бивш италиански футболист, играл като полузащитник, и настоящ старши треньор
- Франческо Толдо (р. 1971), бивш италиански футболист, вратар
- Франческо Тоти (р. 1976), италиански футболист
- Франческо Габани (р. 1982), италиански певец
- Франческо Йейтс (р. 1995), канадски певец и текстописец

Други
- Базилика „Сан Франческо“, паметник на раннохристиянското изкуство и архитектура в град Равена, Италия
- Папска базилика „Свети Франциск от Асизи“, католическа църква в град Асизи, Централна Италия
- Сан Франческо ал Кампо, малък град и община в Метрополен град Торино, регион Пиемонт, Северна Италия